# أخيلا الأول
أخيلا أو أجيلا، وأحيانًا أجيلا الأول أو أشيلا الأول  (توفي في مارس 554)، ملك القوط الغربيين لهسبانيا وسبتيمانيا (549 - مارس 554). يذكر بيتر هيذر أن عهد أجيلا كان خلال فترة حرب أهلية بعد وفاة أمالاريك، آخر عضو في سلالة القوط الغربيين القديمة، عندما تنافس النبلاء القوطيون الطموحون علانية على العرش.
وصل أجيلا إلى السلطة بعد اغتيال ثيوديجليس [الإنجليزية]، الذي حكم لأقل من عامين. ومع ذلك، سرعان ما ظهرت معارضة لحكمه. بدايتها كانت ثورة مدينة قرطبة، التي يعتقد إيزيدور إشبيلية أنها كانت بسبب اعتراض الرومان الكاثوليك المحليين على آريوسيته: ذكر إيزيدور في روايته، أن أجيلا دنس كنيسة قديس محلي، أسيكلوس [الإنجليزية]، من خلال غمر القبر ب«دماء العدو وحيواناتهم»، وينسب موت ابن أجيلا في الصراع - إلى جانب غالبية جيشه، والخزانة الملكية - إلى «وكالة القديسين».
صنف بيتر هيذر عدة مجموعات ثارت ضد أجيلا: سلالة محلية، أسبيديوس، وأسست هيمنة في منطقة جبلية واحدة؛ وأنشأ ملاك الأراضي في كانتابريا «مجلس الشيوخ» ليحكم شؤونهم؛ ثم هناك سابي وسواني ذكرهما جون بيكلار [الإنجليزية].
كان أهم متمرد معارض لأجيلا هو أثاناجيلد [الإنجليزية]، الذي بدأت ثورته المفتوحة في عام 551، بعد هزيمة أجيلا في قرطبة. التقى جيشا أجيلا وأثاناجيلد في إشبيلية، حيث مُني أجيلا بهزيمة ثانية. في هذه المرحلة، دخل طرف ثالث في الحرب بين الأثنين هو الإمبراطورية البيزنطية. كما كتب بيتر هيذر، «استدعى أحدهما - وهو موضوع خلاف - الجيش البيزنطي، الذي وصل في الوقت المنايب إلى جنوب إسبانيا عام 552.» تتفهم هيذر أن وقائع إيزيدور تنص على أن أثاناجيلد استدعى البيزنطيين، بينما يشير جوردان في كتابه غيتكا إلى أن أجيلا طلب منهم المساعدة.
خلال هذا الصراع الثلاثي، قُتل الملك أجيلا - وفقًا لإيزيدور على يد شعبه، الذي أدرك الدمار الذي تسببت فيه حروب أجيلا للاحتفاظ بالسلطة، و«خوفًا من أن يغزو الجنود الرومان إسبانيا بحجة تقديم المساعدة». ثم بويع أثاناجيلد كملك.